# Замосточье (Могилёвская область)
Замосто́чье (бел. Замасточча) — деревня в составе Катковского сельсовета Глусского района Могилёвской области Белоруссии.

## Население
- 1999 год — 70 человек
- 2009 год — 34 человека